# Brugg

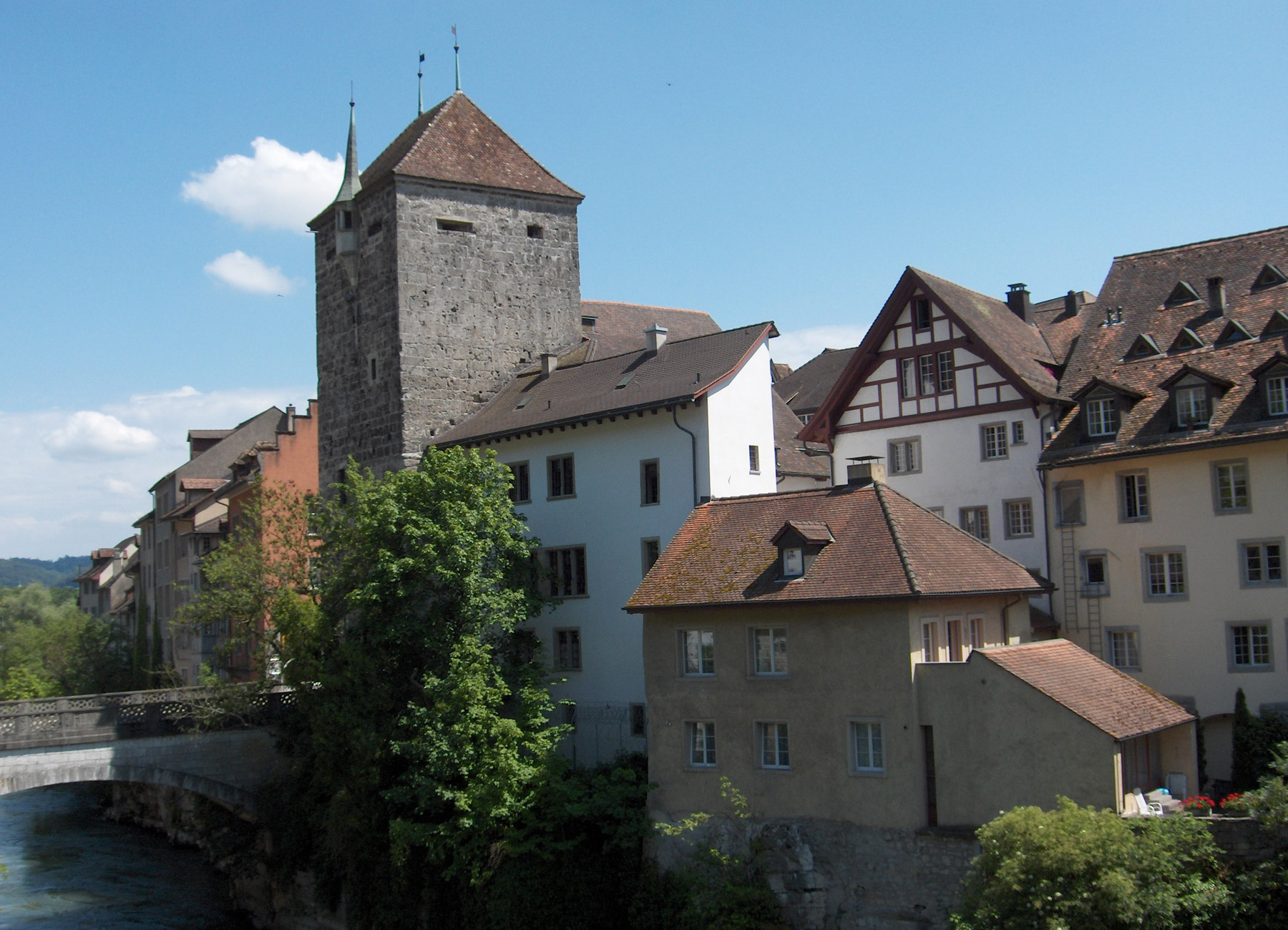
A "Torre negra"

Brugg é uma comuna da Suíça, no Cantão Argóvia, com cerca de 9.212 habitantes. Estende-se por uma área de 5,58 km², de densidade populacional de 1.651 hab/km². Confina com as seguintes comunas: Gebenstorf, Habsburg, Hausen, Riniken, Rüfenach, Schinznach-Bad, Stilli, Umiken, Untersiggenthal, Villnachern, Windisch.
A língua oficial nesta comuna é o Alemão.